# Sanjay Gupta
Sanjay Gupta (23 de octubre de 1969) es un médico y corresponsal de CNN especializado en salud estadounidense. Es también profesor asistente de neurocirugía en la Emory University School of Medicine y jefe asociado de neurocirugía en el Grady Memorial Hospital en Atlanta, así como panelista frecuente en el programa de noticias Anderson Cooper 360°.  De 1997 a 1998, sirvió como uno de los quince White House Fellows, principalmente como asesor de Hillary Clinton y conferencista.  Gupta actualmente publica una columna en la revista Time. También es el presentador de House Call with Dr Sanjay Gupta y Sanjay Gupta MD que se emite en CNN y CNN en Español.

## Vida y educación
Gupta nació en Novi, Míchigan, un suburbio de Detroit. En la década de 1960, los padres de Gupta, Subhash y Damyanti Gupta, se mudaron de la India antes de casarse y se conocieron en Livonia, Míchigan, donde trabajaron como ingenieros para la Ford Motor Company.  Su madre nació en el pueblo de Tharushah en Sindh (ahora Pakistán), pero a los 5 años huyó a la India como refugiado hindú durante la Partición de la India. Gupta y su hermano menor, Suneel, se graduaron de la Escuela Secundaria Novi y Gupta recibió su Licenciatura en Ciencias Biomédicas en la Universidad de Míchigan en Ann Arbor, y su título de Doctor en Medicina en la Facultad de Medicina de la Universidad de Míchigan en 1993. Fue parte de Interflex, un programa de educación médica acelerada desde que se suspendió y que aceptaba estudiantes de medicina directamente de la escuela secundaria.
Como estudiante universitario, Gupta trabajó como líder de orientación para el programa de orientación para estudiantes de primer año y fue miembro del Men's Glee Club. También se desempeñó como presidente de la Asociación de Estudiantes Indios Estadounidenses (IASA), que ahora es la segunda organización estudiantil más grande de la universidad. Gupta completó su residencia en cirugía neurológica dentro del Sistema de Salud de la Universidad de Míchigan, en 2000, seguido de una beca en la Clínica Semmes Murphy, en Memphis, Tennessee. Gupta toca el acordeón después de haber tomado diez años de lecciones, como señaló en una entrevista con David Hochman para Playboy.

## Carrera

### En el ejercicio de la medicina
Gupta es neurocirujano general de Emory Healthcare en el Grady Memorial Hospital y ha trabajado en operaciones guiadas por imágenes en 3D, trauma y columna vertebral. Ha publicado artículos en revistas médicas sobre la colocación percutánea de tornillos pediculares, tumores cerebrales y anomalías de la médula espinal. Tiene licencia para ejercer la medicina en Georgia.  De 1997 a 1998, fue uno de los quince becarios de la Casa Blanca, principalmente como asesor de Hillary Clinton. En enero del 2009, se informó que a Gupta se le ofreció el puesto de Cirujano General de los Estados Unidos en la Administración del entonces presidente Barack Obama, pero retiró su nombre de la consideración.
Durante su reportaje en Haití tras el terremoto de enero de 2010, Gupta recibió una llamada del portaaviones USS Carl Vinson de que una víctima del terremoto, una niña de 12 años, estaba a bordo y necesitaba un neurocirujano. Gupta, un cirujano pediátrico, Henri Ford, y dos médicos de la Marina de los EE. UU. extrajeron un trozo de hormigón del cráneo de la niña en una operación realizada a bordo del Vinson. Ford escribió más tarde que Gupta "demostró ser un neurocirujano competente".

### Como corresponsal médico en jefe, productor de documentales de corte médico y maestro de ceremonias
Gupta se unió a CNN en el verano de 2001. Informó desde Nueva York luego de los ataques en los EE. UU. el 11 de septiembre de 2001. En el 2003, Gupta viajó a Irak para cubrir los aspectos médicos de la invasión de Irak. Mientras estuvo en Irak, Gupta realizó cirugías de emergencia tanto a soldados estadounidenses como a civiles iraquíes.. Gupta estaba integrado con una unidad médica de la Armada en ese momento, específicamente un grupo de miembros del cuerpo llamado "Devil Docs", que apoyaba a la 1.ª Fuerza Expedicionaria de la Marina. El Sargento de Infantería de Marina Jesús Vindaña sufrió una herida de bala en la parte trasera y los Infantes de Marina solicitaron la asistencia de Gupta debido a su experiencia en neurocirugía. Vindaña sobrevivió y fue enviado de regreso a los Estados Unidos para su rehabilitación. En diciembre de 2006, el presidente de CBS News, Sean McManus, negoció un trato con CNN que haría que Gupta presentara hasta diez informes al año para CBS Evening News con Katie Couric y 60 Minutes mientras permanecía como corresponsal médico jefe de CNN y jefe asociado de neurocirugía en Grady Memorial. Hospital.

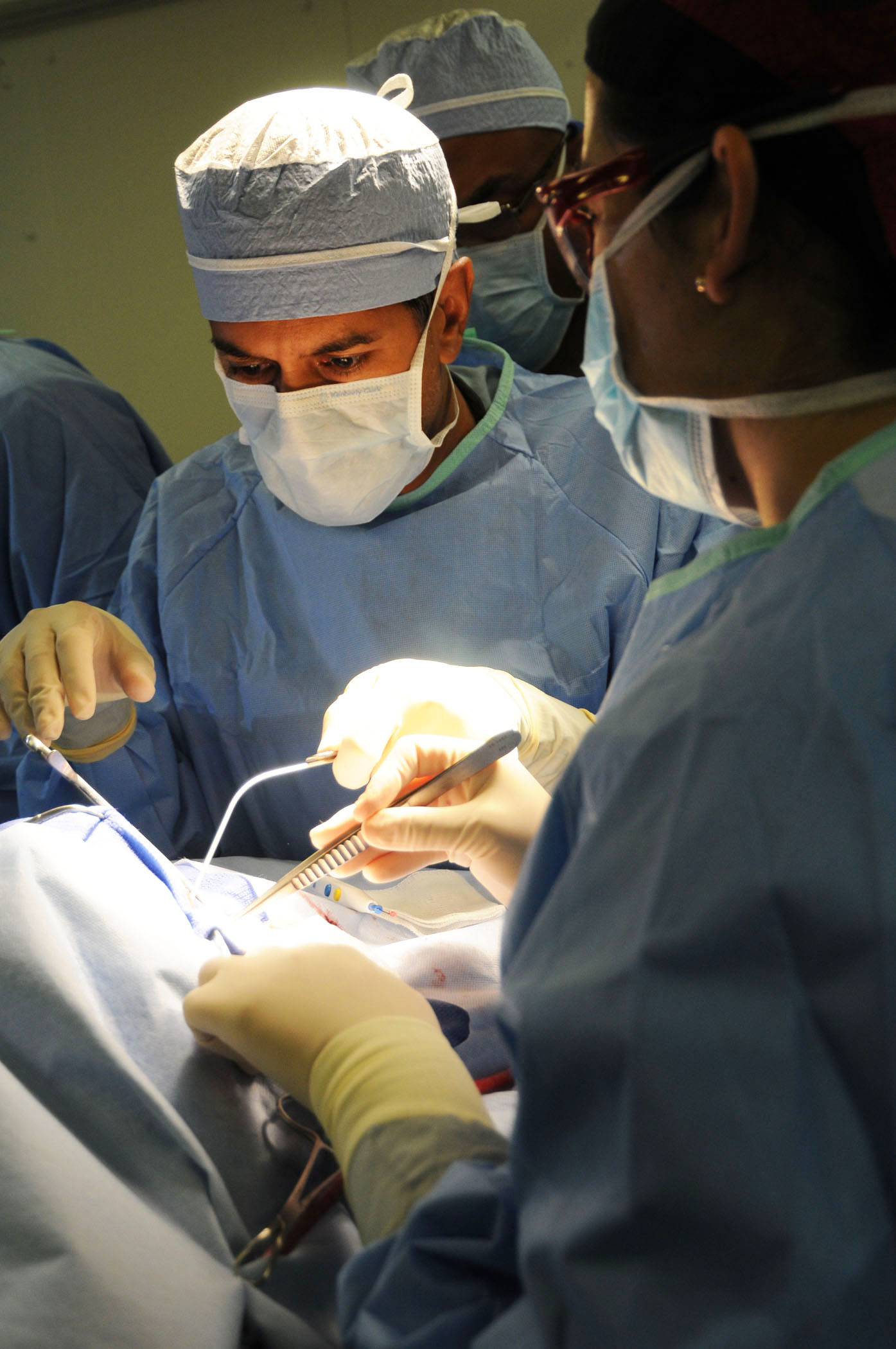
Sanjay Gupta

El 14 de octubre de 2007, Gupta presentó como invitado un episodio de salud de CBS News Sunday Morning cuando su presentador habitual, Charles Osgood, estaba de vacaciones. En febrero de 2009, Gupta presentó AC360 que cubría la Cumbre de Salud de la Casa Blanca. También fue anfitrión invitado de Larry King Live en octubre de 2009. En enero de 2010, Gupta y Cooper dirigieron la cobertura de CNN del terremoto en Haití. Gupta ha aparecido regularmente en Late Show with David Letterman, The Late Late Show with Craig Ferguson, The Daily Show with Jon Stewart,  Real Time with Bill Maher y Oprah Winfrey Show.. Winfrey se refirió a Gupta como el héroe de CNN en enero de 2010.
En el 2011, Gupta se interpretó a sí mismo en la película Contagio, que ha recibido mucha atención renovada durante la pandemia de coronavirus de 2020.  Su novela Monday Mornings se convirtió instantáneamente en un éxito de ventas del New York Times desde su lanzamiento en marzo del 2012. Fue adaptada como una serie de televisión de 2013 con David E. Kelley y Gupta como productores ejecutivos. En un editorial de 2013, Gupta anunció que en el proceso de trabajar en un documental sobre la marihuana había cambiado de opinión sobre los riesgos y beneficios de la droga. Gupta había criticado previamente las leyes que permitían el acceso de los pacientes a la marihuana medicinal, pero revirtió su postura y dijo: "Estoy aquí para disculparme" y "Hemos sido terriblemente y sistemáticamente engañados durante casi 70 años en los Estados Unidos, y yo Me disculpo por mi propio papel en eso". La tercera parte de su documental de 3 horas, "Weed 3: The Marijuana Revolution", se estrenó en abril del 2015. Fue coproductor del documental de CNN de 2017 Unseen Enemy, que advertía sobre los riesgos de una pandemia mundial.
Gupta se desempeñó como comentarista en el TeamCast de la Universidad de Míchigan con el ex pateador de los Wolverines, Jay Feely, para la aparición de la escuela en la Final Four masculina de la NCAA de 2018, que se transmitió por el hermano de CNN, TNT. En abril del 2019, Chasing Life se adaptó como una miniserie de televisión de seis programas en CNN que lo llevó a Japón, India, Bolivia, Noruega, Italia y Turquía. En septiembre del 2019, Gupta y Marc Hodosh (cocreador de TEDMED) anunciaron un nuevo evento llamado Life Itself en asociación con CNN. Tanto Gupta como Hodosh actuarán como anfitriones y organizadores. Del 28 de junio al 9 de julio del 2021, Gupta se desempeñó como presentador invitado en Jeopardy!.

### Como candidato a Cirujano General
El 6 de enero del 2009, CNN anunció que Gupta había sido considerado para el puesto de Cirujano General por el entonces presidente electo Barack Obama. Algunos médicos dijeron que sus habilidades de comunicación y su alto perfil le permitirían resaltar los problemas médicos y priorizar la reforma médica. Otros expresaron su preocupación por los posibles conflictos de interés con las compañías farmacéuticas que han patrocinado sus transmisiones y su falta de escepticismo al sopesar los costos y beneficios de los tratamientos médicos. El representante John Conyers, Jr. (D-MI), escribió una carta oponiéndose a la nominación de Gupta. Conyers apoyó un sistema de atención médica de pagador único; Gupta ha criticado a Michael Moore y su película Sicko.
De la comunidad médica, Donna Wright, de Creative Health Care Management, comentarista habitual de medicina y política, también defendió el nombramiento por su presencia en los medios, combinada con sus calificaciones médicas, que consideraba una combinación ideal para el puesto de cirujano general. Asimismo, Fred Sanfilippo, vicepresidente ejecutivo de asuntos de salud de la Universidad de Emory, apoyó la nominación de Gupta al emitir un comunicado de prensa que decía: "Tiene el carácter, la capacitación, la inteligencia y las habilidades de comunicación necesarias para ayudar a los Estados Unidos a mejorar su salud y la prestación de atención médica". sistemas en la próxima Administración”. El American Council on Exercise, catalogado por PR Newswire como "la principal autoridad de Estados Unidos en fitness y una de las mayores organizaciones de certificación, educación y formación en fitness del mundo", respaldó la nominación de Gupta "debido a su pasión por inspirar a los estadounidenses a llevar una vida más saludable", vidas más activas". La ACE envió una carta de apoyo al senador Edward M. Kennedy.  La excirujana general Joycelyn Elders también apoyó la nominación de Gupta y dijo: "Tiene suficientes personas de salud pública bien capacitadas y bien calificadas para enseñarle las cosas que necesita para hacer el trabajo". En marzo de 2009, Gupta retiró su nombre de consideración para el puesto, citando a su familia y su carrera.

## Críticas
Algunos periodistas y profesores de periodismo especializados en salud han criticado la calidad de la cobertura de Gupta. Trudy Lieberman, colaboradora habitual de Nation sobre atención médica y directora del programa de informes de salud y medicina en la Escuela de Periodismo de CUNY, evaluó la "ineptitud" de Gupta al informar sobre el plan de salud de McCain. Lieberman criticó a Gupta por confiar en las estadísticas de la industria de seguros, y un experto en salud citado por Lieberman dijo que los informes de Gupta "ofrecen una gran simplificación". Gary Schwitzer, profesor de periodismo de salud en la Escuela de Periodismo de la Universidad de Minnesota y ahora editor de Health News Review, también criticó los reportajes de Gupta.
Peter Aldhous criticó el "entusiasmo de Gupta por muchas formas de detección médica, incluso cuando la evidencia científica indica que puede no beneficiar a los pacientes". Él y otros periodistas médicos lo acusan de un "sesgo a favor de la detección" al promover el electrocardiograma generalizado y la detección del cáncer de próstata, a pesar de que las autoridades médicas como el Grupo de Trabajo de Servicios Preventivos de EE. UU. recomiendan no hacerlo.

## Vida personal
Gupta está casado con Rebecca Olson, abogada de derecho familiar. Se casaron en el 2004 en una ceremonia de boda hindú. Viven en Atlanta y tienen tres hijas. Gupta escribió un libro llamado Guerra Mundial C: lecciones de la pandemia de COVID-19 y cómo prepararse para la próxima pandemia como la vivida.

## Honores
El 28 de abril del 2012, Gupta recibió un título honorario de Doctor en Humanidades por sus logros en el campo de la medicina. También pronunció el discurso de graduación en la ceremonia de graduación de primavera celebrada en el Estadio de la Universidad de Míchigan. El 12 de junio del 2016, Gupta se dirigió a la clase de graduados de 2016 de la Universidad de Ciencias y Salud de Oregón. El 23 de mayo de 2019, Gupta presentó el discurso de graduación de la clase de 2019 de la Facultad de Medicina Albert Einstein. En octubre de 2019, Gupta fue elegido miembro del Academia Nacional de Medicina, para unirse a su clase de 2019 que consta de 100 miembros, uno de los más altos honores en medicina. Gupta fue elegido miembro de la Academia Estadounidense de Artes y Ciencias en el 2021. El 6 de octubre de 2022, Gupta fue honrado con el Medallón Fitzwater por Liderazgo en Comunicación Pública de la Universidad Franklin Pierce.
Su libro Chasing Life es un superventas a nivel nacional.

## Obra
- Chasing Life: New Discoveries in the Search for Immortality to Help You Age Less Today (Warner Wellness, 2007, ISBN 9780446526500)
- Cheating Death: The Doctors and Medical Miracles that Are Saving Lives Against All Odds (Wellness Central, 2009, ISBN 9780446508872)
- Monday Mornings: A Novel (Grand Central Publishing, March 2012, ISBN 978-0446583855)